# Baie de Carsaig
La baie de Carsaig (en anglais : Carsaig Bay) est une baie de l'île de Mull en Écosse. Située à proximité du village de Carsaig qui lui donne son nom, la baie est plus précisément située au sud de la péninsule de la Ross of Mull.

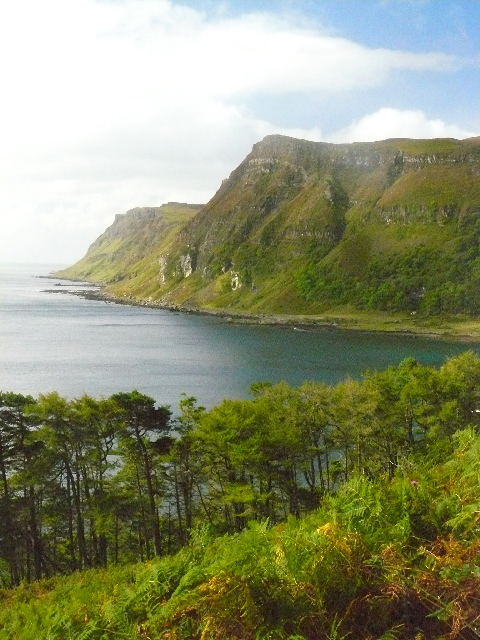
Baie de Carsaig.